# 9 Pułk Kawalerii
9 pułk kawalerii (ang. 9th Cavalry Regiment) − pułk armii Stanów Zjednoczonych, utworzony 21 września 1866 w Greenville w Luizjanie, niedaleko Nowego Orleanu. Pierwszym dowódcą pułku został weteran  kawalerzysta, były generał w wojnie secesyjnej, pułkownik Edward Hatch.

## Struktura organizacyjna
Skład 2019
- 1 batalion „Headhunters” w składzie 2 Pancernej Brygadowej Grupy Bojowej 1 Dywizji Kawalerii w Fort Hood w Teksasie:
  - Kompanie HHC, A, B, C, D, J dołączona z 15 BSB[2]
- 4 szwadron „Dark Horse” w składzie 2 Pancernej Brygadowej Grupy Bojowej 1 Dywizji Kawalerii w Fort Hood w Teksasie:
  - Troops HHT, A, B, C, dołączona kompania D z 15 BSB[3]
- 6 szwadron „Sabres” w składzie 3 Pancernej Brygadowej Grupy Bojowej 1 Dywizji Kawalerii w Fort Hood w Teksasie:
  - Troops HHT, A, B, C, dołączona kompania D z 215 BSB[4]